# Димитър Велеганов
Димитър Благов Велеганов е български занаятчия – леяр.

## Биография
Велеганов е роден около 1812 година в разложкото село Банско, което по онова време е в Османската империя. Баща му Благо Велеганов работи като зограф и леяр на Света гора. Димитър наследява неговия занаят и специализира във Виена. Отваря леярска работилница в Банско. Обучава синовете си Иван (1837-1903) и Лазар (1844-1925), които през 1872 г. се преселват в Пловдив и откриват там своя камбанолеярна.